# NGC 22
NGC 22, indicata anche come UGC 86 e PGC 690, è una galassia a spirale di classe Sb prospetticamente posizionata nella costellazione di Pegaso, presso il confine con Andromeda, e distante circa 395 Mly (121 Mpc) dal sistema solare.
Fu scoperta dall'astronomo francese Édouard Stephan il 2 ottobre 1883. John Dreyer, autore del New General Catalogue (NGC), nell'inserirla nel catalogo, assegnandole il numero progressivo 22, la indicò come "molto debole, piuttosto piccola, rotonda, leggermente più luminosa al centro, chiazzata ma non risolta".